# Anne Raulin
Anne Raulin est une anthropologue française, professeure à l’université Paris Lumières (Nanterre) où elle fait partie de l’équipe de recherche Sophiapol. Auteure de travaux sur Paris et New-York dans le domaine de l’anthropologie urbaine, sur l’histoire de l’anthropologie, et à l’intersection de l’anthropologie et de la psychanalyse, elle préside actuellement l’association d’anthropologie urbaine AnthropoVilles. 
Anne Raulin a enseigné aux universités Paris-Sorbonne-Nouvelle et Paris-Descartes comme maîtresse de conférences, puis à Paris-Nanterre comme professeure des universités depuis 2005. A l’EHESS, elle a codirigé avec Michel Agier et Alessia de Biase le séminaire de « Frontières et mouvements de la ville » de 2011 à 2015    

## Biographie
Diplômé en anthropologie du l’université Paris-Descartes et en histoire de l’université Paris-Diderot, Anne Raulin découvre lors d’un séjour aux États-Unis, à Boston, le livre du Collectif de femmes de Boston Our Bodies, Ourselves, qu’elle a traduit et adapté en français sous le titre Notre corps, nous-mêmes avec un collectif de femmes. Grâce à une bourse Fulbright, elle poursuit alors à New York ses études doctorales à la New School for Social Research, où elle soutient une thèse d’anthropologie historique, publiée en français sous le titre Manhattan ou la mémoire insulaire (1997).
A son retour en France, elle déplace son intérêt initial pour la constitution de l’espace urbain dans l’ordre du symbolique, vers une approche ethnographique de la ville cosmopolite. À Paris, dans le cadre du Laboratoire d’anthropologie urbaine (LAU, CNRS-EHESS), elle a travaillé sur les minorités urbaines et leurs formations spatiales et temporelles, en termes de scénographie et de ritualité, définissant des « centralités minoritaires » au sein des métropoles. C’est dans ce contexte qu’elle interroge la dimension ethnique comme ressource autant locale que globale in L’ethnique est quotidien (2000). Les appartenances minoritaires et leurs ambivalences l’ont aussi amenée à considérer celles-ci à l’échelle de la personne — son corps et son psychisme — en associant psychanalyse et anthropologie (voir son Essai sur Kardiner, 2016).
Consciente de la nécessité de faire évoluer les méthodes et les points de vue épistémologiques, elle a réalisé avec Susan Carol Rogers (New York University) un projet d’anthropologie réciproque entre la France et les États-Unis, soutenu par la Wenner-Gren Foundation (cf. Parallaxes transatlantiques, version française 2012, version américaine 2015). Ses recherches ont ainsi porté sur les différentes formes de résilience — morale, religieuse ou politique —  à la suite des désastres urbains (attentats du 11 septembre 2001 en particulier), travaux qu’elle développe aujourd’hui sur des terrains européens (Grande Bretagne-Coventry).
Une partie de ses publications est consacrée aux œuvres de diverses figures savantes comme Lewis Henry Morgan, Margaret Mead, Abram Kardiner , Henri Lefebvre, Simone de Beauvoir, Colette Pétonnet.  
Anne Raulin a dirigé de nombreuses (28) thèses et HDR sur des thèmes anthropologiques et sur des différentes villes comme Paris, Chicago, Berkeley, Huntington, Bruxelles, Phnom Penh, Bucarest, Téhéran, Boushehr, etc. 
Elle est ou a été membre de comités de rédaction de revues dont Cahiers Internationaux de Sociologie, Revue Européenne des Migrations Internationales, Sigila, L’Homme,Lectures anthropologiques, Antropolitica, Iranian Journal of Anthropological Research (IJAR), et est actuellement membre du comité éditorial des Presses Universitaires de Paris Nanterre.  

## Principales publications
- Black Metropolis. Une ville dans la ville. Chicago (1914-1945), de St. Clair Drake, Horace Cayton, Anne Raulin et Danièle Joly, et. all. (Présentation et traduction), Paris, FMSH, 2024 [11].
- Ces « villes-là ». Actualité de Colette Pétonnet, Paris, Presses Universitaires de Paris Nanterre, coll. Le social et le politique, A. Raulin, Sepideh Parsapajouh, Marie-Claude Blanc-Chaléard dir. 2018, 235 p[12].

- Dictionnaire de l’humain, Albert Piette et Jean-Michel Salanskis, A. Raulin et Isabelle Rivoal dir., Presses Universitaires de Paris Nanterre, 2018, 614 p[13].

- Les traces psychiques de la domination. Essai sur Kardiner, Lormont, Le Bord de l’Eau, 2016, 196 p.[14].

- Transatlantic Parallaxes. Toward Reciprocal Anthropology. New York-Oxford, Berghahn, 2015, 237 p., Anne Raulin & Susan Carol Rogers eds.

- Parallaxes transatlantiques. Vers une anthropologie réciproque, Paris, CnrsEditions, 2012, 292 p., Anne Raulin et Susan Carol Rogers dir.

- Anthropologie urbaine, Paris, Armand Colin, Coll. Cursus, 188 p., 2001 (réimpressions 2002 & 2004,  nouvelle édition 2007, 2014, 211 p.)

- L’ethnique est quotidien. Diasporas, marchés et cultures métropolitaines, Paris, L’Harmattan, Connaissance des hommes, 2000, 229 p.

- Quand Besançon se donne à lire. Essais en anthropologie urbaine, Anne Raulin dir., Paris, L’Harmattan, Dossiers Sciences Humaines et Sociales, 224 p, 1999.

- Manhattan ou la mémoire insulaire, Paris, Institut d’Ethnologie, Musée de l’Homme, 248 p., 12 cartes et plans, IX pl.-photos h. texte, 1997.

- Notre Corps, Nous-mêmes, Paris, Albin Michel, 1977 (1ère ed), 1985 (10ème ed.), traduction adaptation de l’américain Our Bodies, Ourselves, Boston Women’s Health Book Collective, en collaboration, 240 p.